# 嘶马河
嘶马河是中国山东省莱芜区的河流，由王善河和莲河汇流而成，流入牟汶河。《嘉靖莱芜县志》记载，河名称由汉时县令韩韶去任时被挽留，马嘶鸣在河上而得名。河口东岸的嘶马河村建于明初，因河而名。
1939年日军曾在河口处修建炮楼，1945年被攻入，毙敌70余人，缴获步枪40余支，并俘虏253人。